# Loretto (Kentucky)
Loretto – miasto w Stanach Zjednoczonych, w stanie Kentucky, w hrabstwie Marion.